# Козівський іхтіологічний заказник
Ко́зівський зака́зник — іхтіологічний заказник місцевого значення в Україні. Розташований у межах Тернопільського району Тернопільської області, в смт Козові, при вулиці Надрічній, у межах садиби Козівської районної організації Українського товариства мисливців та рибалок, перебуває в її віданні. 
Площа — 2,42 га. Створений відповідно до рішення Тернопільської обласної ради від 18 березня 1994 року, зі змінами, затвердженими рішенням Тернопільської обласної ради від 27 квітня 2001 року № 238. 
Основне завдання — відновлення чисельності рака річкового, цінного у господарському значенні.